# Скабалланович, Михаил Николаевич
Михаи́л Никола́евич Скабаллано́вич (29 октября 1871, село Суббота, Гродненская губерния — август 1931, Архангельск) — российский православный богослов, экзегет и литургист. Магистр богословия, доктор церковной истории.

## Биография
Сын византиниста и богослова профессора Н. А. Скабаллановича (1848—1918).
Окончил Гродненское духовное училище, в 1892 году Литовскую духовную семинарию и в 1896 году Киевскую духовную академию (КДА) со степенью кандидата богословия (кандидатская работа посвящена книге пророка Иезекииля).
С 1896 года — надзиратель за учениками в Виленском духовной училище.
С 1898 года — помощник инспектора Подольской ДС.
С 1902 года — помощник смотрителя Мариупольского духовного училища.
В 1904 году написал работу «Первая глава книги пророка Иезекииля. Опыт изъяснения», за которую Киевская духовная академия в 1905 году присвоила ему степень магистра богословия.
Доцент (1907), экстраординарный (1910) и ординарный (1912) профессор КДА, доктор церковной истории (1912); преподавал Священное Писание Ветхого Завета, затем догматическое богословие и латинский язык. Читал курс византологии на историко-филологическом факультете Высших педагогических курсов Общества профессоров и преподавателей.
В 1912 году за работу «Толковый Типикон» присуждена степень доктора церковной истории. Статский советник.
В 1917 году работал в VI и IX отделах Предсоборного совета, член Собора как член Предсоборного совета, признан выбывшим за неприбытием.
С 1918 года продолжал преподавать в КДА.
В 1919 года — доцент по кафедре классической филологии Киевского университета св. Владимира.
С 1921 года — профессор Педагогических курсов в Киеве.
С 1928 года — член Этнографической комиссии АН Украинской ССР, лектор в общине о. Анатолия (Жураковского).
В 1931 году за участие в «к/р организации, ставящей себе цели вооружённого свержения соввласти» сослан на 5 лет в Северный край. Умер в 1931 году в ссылке в Архангельске.

## Сочинения
- Первая глава Книги пророка Иезекииля : Опыт изъяснения. — Мариуполь : тип. С. А. Копкина, 1904. — IV, 318, XII с.; 26.
- Что дает богослову первая глава книги пр. Иезекииля : Речь пред защитой магистерской диссертации. — Киев : тип. И. И. Горбунова, [1905]. — 6 с.;
- О звезде волхвов. — Киев : тип. И. И. Горбунова, [1906]. — 18 с.; 23.
- Что такое был рай? — Киев : тип. Горбунова, 1907. — [2], 19 с.
  - Что такое был рай? — [Киев] : тип. Акц. о-ва «Пет. Барский в Киеве», [1916]. — 12 с.
- Рождественская вечерня. — Киев : тип. Императорского университета св. Владимира, 1908. — 16 с.
- Святая земля в праздниках православной церкви : День Св. Троицы и Св. Духа / Сост. доц. Киев. духов. акад. М. Скабалланович. — Санкт-Петербург : тип. В. Ф. Киршбаума (отд-ние), 1908. — [4], 125 с.
- О догматике преосвящен. епископа Сильвестра : (По поводу его кончины 12 нояб. 1908 г.). — Киев : тип. «Петр Барский», 1909. — [2], 27 с.;
- Кеносис : Рец. на рукопис. магистер. дис. А. И. Чекановского: «К уяснению учения о самоуничтожении господа нашего Иисуса Христа» [излож. и критич. разбор кенотич. теорий о лице Иисуса Христа] / [Соч.] М. Скабаллановича. — Киев : тип. Акц. о-ва «Петр Барский в Киеве», 1910. — 15 с.
- Из Апостола : (Трудные места). — Киев : тип. АО печ. и изд. дела Н. Т. Корчак-Новицкого, 1911. — 32 с.
- Несколько поправок к книге о. прот. М. Лисицина: «Первоначальный славяно-русский Типикон, Спб. 1911 г.» : (Рец. и результаты коллоквиума). — Киев : тип. АО «Петр Барский в Киеве», 1912. — [2], 28 с.
- Рождественская служба. — Киев : тип. Императорского университета св. Владимира, 1914. — 29 с.;
- Св. архистратиг Михаил : Все, что можно знать о нем на основании Св. Писания, предания и соображений разума, — и о церковном чествовании св. Архангела. — [Киев] : тип. Акц. общ. Н. Т. Корчак-Новицкого, [1915]. — 16 с.
- Объяснение важнейших пасхальных песнопений с указанием связи между ними. — Москва : Тип. Акц. Общ. Н. Т. Корчак-Новицкаго, 1915. — 7 с.
- Событие Преображения Господня и его значение для христианского богословия.
- О пасхальных напевах / [М. Скабалланович]. — [Б. м.] : Тип. Акц. общ. Н. Т. Корчак-Новицкаго, 1915. — 4 с.
- К биографии М. Е. Салтыкова-Щедрина. — Тула : тип. Е. И. Дружининой, 1915. — 8 с.
- Толковый Типикон: Объяснительное изложение Типикона с историческим введением. — Киев: Тип. Ун-та св. Владимира, 1910. Вып. 1.—XIV, 494с. Вып. 2. — 1913. — XIV, 336 с. — Вып. 3. — 1915. — 78, II с.
  - Толковый Типикон : Объясн. излож. Типикона с ист. введ. : Вып. 1-3 / Сост. М. Скабалланович. — М. : Паломник, 1995. — [936] с.
  - Толковый Типикон : Объясн. излож. с ист. введ. : Вып. 1, 2, 3 / Сост. Михаил Скабалланович. — [Репр. изд.]. — М. : Паломникъ, 2003 (Тип. АО Мол. гвардия).
  - Толковый типикон : объясн. изложение типикона : с ист. введ. / Сост. Михаил Скабалланович. — М. : Сретен. монастырь, 2004 (Тип. АО Мол. гвардия). — 814, [1] с.
  - Толковый типикон : объяснительное изложение типикона : с историческим введением / сост. Михаил Скабалланович. — 2-е изд., испр. — Москва : Изд-во Сретенского монастыря, 2008. — 814, [1] с.
  - Толковый Типикон : объяснительное изложение Типикона с историческим введением / сост. Михаил Скабалланович. — 3-е изд. — Москва : Изд-во Сретенского монастыря, 2011. — 814, [1] с.
  - Толковый типикон : объяснительное изложение Типикона с историческим введением / составил профессор Киевской духовной академии Михаил Скабалланович. — 4-е изд. — Москва : Изд-во Сретенского монастыря, 2016. — 814, [1] с.;
- Христианские праздники: Всестороннее освещение каждого из великих праздников со всем его богослужением. — Киев: Изд. журн. «Проповеднический листок», 1915—1916. — Кн. 1-6.
  - Христианские праздники : Всесторон. освещение каждого из великих праздников со всем его богослужением / Под ред. М. Скабаллановича. — [Репр. изд.]. — Jordanville (N. Y.) : Holy Trinity monastery. 1976
- Молебный акафист Святому Духу // Вестник РХД. 1982. — № 137
- Рождество Христово. — Репринт. изд. — [Сергиев Посад] : Свято-Троиц. Сергиева лавра, 1995. — 195,[1] с.; 23 см. — (Христианские праздники. Под ред. М. Скабаллановича).
- Скабалланович М. Н. Успение Пресвятой Богородицы. — Киев: Пролог, 2004. — 162 с. — (Lex Orandi). — 5000 экз. — ISBN 966-8538-06-4.
- Воздвижение Честного и Животворящего Креста Господня. — Киев : Пролог, 2003. — 258 с. ; 20 см. — (Lex orandi).
- Рождество Пресвятой Богородицы. — Киев : Пролог, 2004. — 187 с. ; 20 см. — (Lex orandi).